# لوران فابر
لوران فابر (بالفرنسية: Laurent Fabre)‏ هو متسابق بياثل فرنسي، ولد في 1968.